# 旋花茄
旋花茄（学名：Solanum spirale）为茄科茄属下的一个种。旋花茄是一種生長在中海拔地區（500-1900米）的小型灌木，分佈於中國、印度、緬甸、老撾、越南及澳洲昆士蘭。
此植物在印度、泰國和老撾均被廣泛種植於庭院內，並可供:
- 食用（生果實，煮熟的嫩葉、果實）及
- 藥用（在印度阿薩姆邦，其根被用作麻醉藥及利尿劑）。

## 扩展阅读
- 維基物種上的相關：旋花茄